# 斯特林放射性同位素发电机

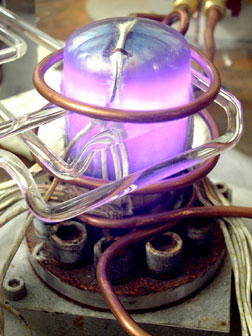
试验期间被感应加热的斯特林放射性同位素發电机部件。

斯特林放射性同位素發電機(Stirling radioisotope generator)，英文簡稱“SRG”，是一种使用大型放射性同位素加热器驱动斯特林發動機的放射性同位素电池。斯特林转换器的热端达到高温，受热的氦气驱动活塞运动，热量在发动机冷端排出。发电机或交流发电机把机械能转化为电能。鉴于钚的供应非常有限，斯特林转换器因其从钚燃料中可产生出四倍于放射性同位素热能发电机(RTG)的电能而闻名。美国宇航局在地面对斯特林发电机进行了大量的测试，但在它们可被部署到实际航天任务中前，2013年该项目的研发被取消。截至目前，美国宇航局还在开发一项称作“千瓦功率”(Kilopower)的类似项目，也使用斯特林发动机，但主要用一座小型铀裂变反应堆来提供热源。
 

## 斯特林放射性同位素發电机
20世纪70年代初，美国宇航局格伦研究中心开始研制斯特林发动机。太空演示发动机(SPDE)是最早设计、制造和测试的每缸12.5千瓦发动机。后来该种尺寸的发动机，功率转换器测试组件(CTPC)，使用了“海星”热管加热器头，而不是太空演示发动机原来所用的泵送回路。在1992-93年期间，由于相关SP-100核电系统研究的终止以及美国宇航局对“更好、更快、更经济”系统和任务的新要求，这项目的研发最终被中止。

## 先进斯特林放射性同位素发电机
在21世纪初，一项利用这一概念的重大项目被实施：先进斯特林放射性同位素发电机(ASRG)，一种基于55瓦的电能转换器电源 。该系统的热动力源为通用热源(GPHS)。每台通用热源含有四只被铱包覆着的钚-238燃料芯块，高5厘米，面积10平方厘米，重1.44千克。斯特林转换器的受热端温度达到摄氏650，加热的氦气驱动线性交流发电机中的自由活塞作往复运动，热量在发动机的冷却端被排出。交流发电机产生的交流电(AC)被转换为55瓦的直流电。每架先进斯特林放射性同位素发电机将使用两台斯特林转换器，由两台通用热源提供约500瓦的热能，并将产生100-120瓦的电力。先进斯特林放射性同位素发电机在美国航天局格伦研究中心进行了性能测试，作为美国航天局未来探索任务的电源。先进斯特林放射性同位素发电机被这一时期众多的任务提案所采用，但在2013年被取消。

## 另请参阅
- 先进斯特林放射性同位素发电机
- 放射性同位素热能发电机
- 放射性同位素加热器